# Диофант (полководец)

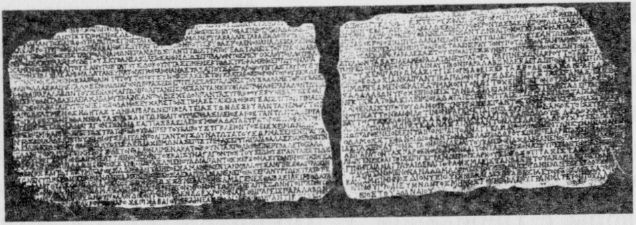
Декрет в честь Диофанта.

Диофант (др.-греч. Διόφαντος), сын Асклепиодора — полководец понтийского царя Митридата VI Евпатора. Победил крымских скифов в двух Диофантовых войнах и подавил их восстание под предводительством Савмака в Боспорском царстве.

## Военные походы
В 110—109 до н. э. (по другой датировке, 114—111 до н. э.) дважды посылался с войсками в Крым и успешно отразил натиск скифов и их союзников (среди которых были и роксоланы), стремившихся под предводительством Палака, сына Скилура, захватить Херсонес. Вовремя придя на помощь Херсонесу во время первого нападения, Диофант сумел разгромить скифов на их же территории; после второго он надолго нейтрализовал Скифское царство в Крыму.
Во время пребывания Диофанта в Пантикапее с военно-дипломатической миссией, призванной передать власть Перисада V Митридату Евпатору, там вспыхнуло восстание скифов под предводительством Савмака. Диофанту удалось бежать в Херсонес.
Весной 107 до н. э. совершил 3-й поход из Понта в Крым для подавления восстания на Боспоре, овладел восточным Крымом, разгромил повстанцев и пленил их предводителя Савмака.